# Metropolia Johannesburga i Pretorii
Metropolia Johannesburga i Pretorii (Ιερά Μητρόπολη Ιωαννουπόλεως και Πρετόριας) – jedna z administratur Patriarchatu Aleksandryjskiego. Powołana dekretem patriarchy Aleksandrii i Świętego Synodu Kościoła w 1928. Początkowo obejmowała terytorium Afryki na południe od równika, do Przylądka Dobrej Nadziei. Siedzibą ordynariuszy metropolii jest Johannesburg.
Zwierzchnikiem administratury jest od 2010 r. metropolita Damaskin (Papandreu).